# Andrews (Indiana)
Andrews és una població dels Estats Units a l'estat d'Indiana. Segons el cens del 2000 tenia 1.290 habitants.

## Demografia
Segons el cens del 2000, Andrews tenia 1.290 habitants, 470 habitatges, i 351 famílies. La densitat de població era de 996,1 habitants per km².
Dels 470 habitatges en un 37,7% hi vivien nens de menys de 18 anys, en un 57,7% hi vivien parelles casades, en un 11,3% dones solteres, i en un 25,3% no eren unitats familiars. En el 20% dels habitatges hi vivien persones soles el 7,4% de les quals corresponia a persones de 65 anys o més que vivien soles. El nombre mitjà de persones vivint en cada habitatge era de 2,74 i el nombre mitjà de persones que vivien en cada família era de 3,16.
Per edats la població es repartia de la següent manera: un 31% tenia menys de 18 anys, un 7% entre 18 i 24, un 31,5% entre 25 i 44, un 19,1% de 45 a 60 i un 11,5% 65 anys o més.
L'edat mediana era de 33 anys. Per cada 100 dones de 18 o més anys hi havia 98,7 homes.
La renda mediana per habitatge era de 35.125 $ i la renda mediana per família de 36.150 $. Els homes tenien una renda mediana de 30.580 $ mentre que les dones 19.891 $. La renda per capita de la població era de 15.198 $. Entorn del 6,2% de les famílies i el 8,2% de la població estaven per davall del llindar de pobresa.

## Poblacions més properes
El següent diagrama mostra les poblacions més properes.